# Xerxes II
Xerxes II (? — 423 a.C.) foi um rei do Império Aquemênida, filho e sucessor de Artaxerxes I. Ele reinou por 45 dias nos primeiros meses de 423 a.C., sendo sucedido por seu meio-irmão Soguediano.

## Nome
Xerxes (Ξέρξης, Xérxēs) e Xerses são as formas latina e grega do iraniano antigo Quexaiarxa (Xšaya-ṛšā), "governando os heróis", um nome popular entre os governantes do Império Aquemênida.

## Vida
A única fonte para o reinado de Xerxes II é o historiador grego Ctésias, um dos escritores menos confiáveis da Antiguidade. Ele afirma que Xerxes II era o único filho legítimo de Artaxerxes I e Damáspia; e portanto foi nomeado príncipe herdeiro. Quando Artaxerxes e Damáspia morreram no mesmo dia, Xerxes ascendeu ao trono. A última tabuinha cuneiforme do reinado de Artaxerxes I é datada de 24 de dezembro de 424; não há tabuinhas do reinado de Xerxes II.
Seus meio-irmão, Soguediano, filho de Artaxerxes com uma mulher babilônica chamada Alogina, conspirou contra ele. No quadragésimo quinto dia de seu reinado, Xerxes foi morto quando estava bêbado e Soguediano tornou-se rei.